# Талиш (Агдеринський район)
Талиш (азерб. Talış) — село в Тертерському районі Азербайджану.
Село розташоване на крайньому північному сході території, контрольованої самопроголошеною Нагірно-Карабаською Республікою(окупована Вірменією територія Азербайджану), та з трьох сторін (схід, північ, захід) оточене територією, контрольованою Азербайджаном. З заходу простягається Мравський хребет, що розділяє територію Мартакертського району та Шаумянівського району, який перебуває під контролем Національної армії Азербайджану.
Незважаючи на свою віддаленість від інших населених пунктів, село є відносно великим, раз на тиждень здійснюється регулярне автобусне сполучення з містом Мартакертом. В селі проживає невелика громада греків. Відстань до Мартакерта становить 30 км, а до села Суґовушан — 7 км.
Раніше село входило до складу Шаумянівського району. 
На початку квітня 2016 село постраждало внаслідок відновлення бойових дій у Нагірному Карабасі. 2 квітня Талиш узяла під контроль Національна армія Азербайджану, однак через 3—4 дні Армія Оборони Нагірно-Карабаської Республіки повернула село під свій контроль. У ході бойових дій було зруйновано низку будинків у селі, вірменська сторона повідомила про вбивство трьох мирних жителів.
3 жовтня 2020 село було повернуто під контроль Азербайджану.

## Пам'ятки
В селі розташований монастир Глхо (Орека) 1279—1284 рр., церква 17 ст., цвинтар 17-19 ст., джерело 19 ст., хачкар 12-13 ст., церква 1151 р., селище «Дютакан» 13 ст., палац Мелік-Бегларянів 1727 р.